# Erica cuore ad elica
Erica cuore ad elica è un singolo del cantautore italiano Giorgio Poi, pubblicato il 10 ottobre 2019.

## Tracce
Testi e musiche di Giorgio Poi.
1. Erica cuore ad elica – 4:05